# Storm & Grace
Storm & Grace è il terzo album discografico in studio della cantautrice statunitense Lisa Marie Presley, pubblicato nel 2012.

## Tracce
Testi di Lisa Marie Presley, musica degli autori indicati.
1. Over Me – 3:54 (Ed Harcourt, Jimmy Hogarth)
2. You Ain't Seen Nothin' Yet – 3:46 (James Bryan McCollum, Sacha Skarbek)
3. Weary – 2:49 (Richard Hawley)
4. Close to the Edge – 5:16 (McCollum, Skarbek)
5. So Long – 3:40 (Luke Potashnick, Skarbek)
6. Un-Break – 4:06 (Potashnick, Skarbek)
7. Soften the Blows – 4:30 (Harcourt, Hogarth)
8. Storm of Nails – 4:27 (Harcourt, Hogarth)
9. How Do You Fly This Plane? – 4:03 (Hawley)
10. Forgiving – 3:38 (Steve Booker)
11. Storm & Grace – 4:18 (Hawley)

## Classifiche
| Classifica                  | Posizione raggiunta |
| --------------------------- | ------------------- |
| Stati Uniti (Billboard 200) | 45                  |